# Gesamtwirtschaftliches Ungleichgewichtsverfahren
Das Gesamtwirtschaftliche oder Makroökonomische Ungleichgewichtsverfahren (auch „Gesamtwirtschaftliches Überwachungsverfahren“ oder „Verfahren bei makroökonomischen Ungleichgewichten“), englisch Macroeconomic Imbalance Procedure (MIP) genannt, ist ein Verfahren der Europäischen Union, das im Herbst 2011 im Zuge der Eurokrise eingeführt wurde. Es dient zur Prävention und Korrektur von riskanten makroökonomischen Entwicklungen, wie z. B. hohe Leistungsbilanzdefizite oder -Überschüsse, übermäßige Privatverschuldung oder Immobilienblasen.
Die MIP ist Teil des sogenannten Sixpack der EU, das darauf abzielt die Überwachung der Wirtschafts- und Fiskalpolitik in EU und Euroraum zu stärken.

## Das Verfahren
Die MIP wird einmal jährlich durchgeführt. Der erste Schritt in jeder Runde ist der Alert Mechanism Report oder Warnmechanismus-Bericht der Europäischen Kommission. Basierend auf einem sogenannten Scoreboard (engl. für „Anzeigetafel“) von Indikatoren, identifiziert der Bericht die Länder und Themen, die vertiefter Analyse (In-depth Reviews) bedürfen.
Auf der Basis dieser In-depth Reviews bestimmt die Kommission die Existenz und Natur von Ungleichgewichten sowie deren Trend. Abhängig von der Schwere der Ungleichgewichte verabschiedet die Kommission Politikempfehlungen entweder unter dem präventiven Arm oder dem korrektiven Arm der MIP.
Falls für ein Land Ungleichgewichte bestehen, aber nicht für übermäßig befunden werden, folgen basierend auf dem In-depth Review Politikempfehlungen unter dem präventiven Arm der MIP. Dieser Vorgang ist Teil des Europäischen Semesters (dem jährlichen Programm zur Koordination der Wirtschaftspolitiken). Die MIP-relevanten Empfehlungen werden damit in die jährlichen länderspezifischen Empfehlungen der Kommission integriert, die Leitlinien für die nationale Wirtschaftspolitik darstellen.
Falls ein übermäßiges Ungleichgewicht die Funktionsfähigkeit der Wirtschafts- und Währungsunion bedroht, sieht das Verfahren eine Fortsetzung unter dem korrektiven Arm der MIP vor, dem Übermäßigen Ungleichgewichtsverfahren bzw. Excessive Imbalance Procedure (EIP). Der betroffene Mitgliedsstaat muss einen Corrective Action Plan vorlegen, der konkrete strukturpolitische Maßnahmen sowie Fristen für deren Ausführung enthält. Die wirtschaftliche Überwachung durch die Kommission wird intensiviert, und der Mitgliedsstaat muss regelmäßig Fortschrittsberichte vorlegen. Falls das Mitgliedsland keinen befriedigenden Corrective Action Plan vorlegt oder wiederholt bei der Durchführung der vereinbarten Maßnahmen versagt, drohen ihm finanzielle Sanktionen im Wert von 0,1 % des Bruttoinlandprodukts.
Programmländer (wie zum Beispiel Griechenland) werden von der Macroeconomic Imbalance Procedure nicht erfasst, da sie schon im Rahmen der Finanzhilfen unter strikter gesamtwirtschaftlicher Überwachung stehen.

## Umsetzung
Die Macroeconomic Imbalance Procedure wurde zum ersten Mal mit dem Warnmechanismus-Bericht im Februar 2012 eingeleitet. Auf der Basis des Berichts führte die Kommission vertiefte Analysen (In-depth Reviews) für zwölf Mitgliedsstaaten durch: Belgien, Bulgarien, Dänemark, Finnland, Frankreich, Italien, Slowenien, Spanien, Schweden, Ungarn, das Vereinigte Königreich und Zypern.
Die vertieften Analysen bestätigten, dass diese Mitgliedsstaaten gesamtwirtschaftlichen Ungleichgewichten von verschiedener Stärke unterlagen. Allerdings wurden keine davon für übermäßig befunden, darum wurde die Excessive Imbalance Procedure nicht eingeleitet. Dagegen wurde der präventive Arm der MIP aktiviert: Die Ergebnisse der Analyse wurden in die länderspezifischen Empfehlungen integriert, die die Kommission Mai 2012 im Rahmen des europäischen Semesters verabschiedete. Diese Empfehlungen wurden vom Ministerrat im Juni, und vom Europäischen Rat im Juli 2012 bestätigt.
Am 28. November 2012 wurde der zweite Warnmechanismus-Bericht veröffentlicht. Basierend darauf empfahl die Kommission vertiefte Analysen (In-depth Reviews) um die Fortschritte in den zwölf Mitgliedsstaaten mit Ungleichgewichten zu ermessen. Aufgrund der Scoreboard-Werte in dem Bericht wurden darüber hinaus auch vertiefte Analysen für Malta und die Niederlande eingeleitet. Die entsprechenden In-depth Reviews wurden am 10. April 2013 veröffentlicht. Die Kommission befand Ungleichgewichte in zwei Staaten für übermäßig (Spanien und Slowenien) und drohte mit der Einleitung der Excessive Imbalance Procedure für diese beiden Staaten.
Im dritten Warnmechanismus-Bericht am 13. November 2013 gab die Kommission eine neue Runde von vertieften Analysen für die bereits genannten Staaten an. Außerdem werden in dieser Runde auch Deutschland, Luxemburg und Kroatien sowie Irland einer vertieften Analyse unterzogen. Im März 2014 gab die Kommission bekannt, dass Ungleichgewichte in 14 Staaten bestehen, unter anderem in Deutschland (Die Kommission befand keine Ungleichgewichte in Dänemark, Luxemburg und Malta). Spaniens Ungleichgewichte werde nicht mehr als übermäßig eingestuft. Dagegen befand die Kommission die Ungleichgewichte in Italien, Kroatien und Slowenien für übermäßig.
Die Ergebnisse in den folgenden Jahren sind:
2014: Ungleichgewichte: Belgien, Bulgarien, Deutschland, Finnland, Frankreich, Irland, Niederlande, Schweden, Spanien, Ungarn, Vereinigtes Königreich. Übermäßige Ungleichgewichte: Italien, Kroatien, Slowenien
2015: Ungleichgewichte: Belgien, Deutschland, Finnland, Irland, Niederlande, Rumänien, Schweden, Spanien, Slowenien, Ungarn, Vereinigtes Königreich. Übermäßige Ungleichgewichte: Bulgarien, Frankreich, Italien, Kroatien, Portugal.
2016: Ungleichgewichte: Deutschland, Finnland, Irland, Niederlande, Schweden, Slowenien, Spanien. Übermäßige Ungleichgewichte: Bulgarien, Frankreich, Italien, Kroatien, Portugal, Zypern
2017: Ungleichgewichte: Deutschland, Irland, Niederlande, Slowenien, Spanien und Schweden. Übermäßige Ungleichgewichte: Bulgarien, Frankreich, Italien, Kroatien, Portugal, Zypern. Keines der sechs Länder muss jedoch einen Corrective Action Plan vorlegen.
2018: Ungleichgewichte: Bulgarien, Deutschland, Irland, Spanien, Frankreich, Niederlande, Portugal, Schweden. Übermäßige Ungleichgewichte: Zypern, Kroatien, Italien.
Obwohl Dänemark, Deutschland und die Niederlande seit 2011 kontinuierlich den Schwellenwert von 6 % Leistungsbilanzüberschuss überschreiten, in vielen Jahren mit über 8 %, wurde bei keinem dieser drei Länder jemals ein übermäßiges Ungleichgewicht festgestellt.

## Das Scoreboard
Das Scoreboard im Warnmechanismus-Bericht besteht im Moment aus 14 Indikatoren zur Überwachung von externen Ungleichgewichten und Wettbewerbsfähigkeit, sowie von internen Ungleichgewichten. Die Indikatoren können allerdings jederzeit verändert werden. Für jeden Indikator wurden indikative Schwellwerte festgesetzt.
Außenwirtschaftliche Ungleichgewichte und Wettbewerbsfähigkeit
- durchschnittlicher Leistungsbilanzsaldo für die letzten 3 Jahre in Prozent des Bruttoinlandsprodukts (BIP) mit unterschiedlichen Schwellenwerten für Überschüsse und Defizite von +6 % des BIP und −4 % des BIP
- Netto-Auslandsvermögen in Prozent des BIP mit einem Schwellenwert von −35 % des BIP
- prozentuale Veränderung der Exportmarktanteile über 5 Jahre mit einem Schwellenwert von −6 % des BIP
- prozentuale Veränderung der nominalen Lohnstückkosten über 3 Jahre mit Schwellenwerten von +9 % für Länder des Euroraumes und +12 % für Länder außerhalb des Euroraumes
- prozentuale Veränderung der realen effektiven Wechselkurse auf der Grundlage der HVPI/VPI-Preisindizes über 3 Jahre im Vergleich zu 41 weiteren Industrieländern mit Schwellenwerten von −5 % und +5 % für Länder des Euroraumes und −11 % und +11 % für Länder außerhalb des Euroraumes

Binnenwirtschaftliche Ungleichgewichte
- Schulden des privaten Sektors in % des BIP (konsolidiert) mit einem Schwellenwert von 133 %
- Kreditfluss des privaten Sektors in % des BIP (konsolidiert) mit einem Schwellenwert von 14 %. Dabei zeigt der Kreditfluss des privaten Sektors die jährliche Veränderung des Bestands der Verbindlichkeiten (Kredite sowie Wertpapiere ohne Anteilsrechte) des Sektors der Nichtfinanziellen Kapitalgesellschaften und privaten Haushalte und privaten Organisationen ohne Erwerbszweck
- jährliche Veränderung der Immobilienpreise im Vergleich zur Inflation nach dem HVPI mit einem Schwellenwert von 6 %
- Staatsverschuldung in % des BIP mit einem Schwellenwert von 60 %
- durchschnittliche Arbeitslosenquote für die letzten 3 Jahre mit einem Schwellenwert von 10 %
- jährliches Wachstum der Gesamtverbindlichkeiten des Finanzsektors, mit einem Schwellenwert von 16,5 %
- Veränderung der Erwerbsquote über drei Jahre mit einem Schwellenwert von −0,2 %
- Veränderung der Langzeitarbeitslosenquote über drei Jahre mit einem Schwellenwert von 0,5 %
- Veränderung der Jugendarbeitslosenquote über drei Jahre mit einem Schwellenwert von 2 %